# الجورن
ال-جورن یک منطقهٔ مسکونی در یمن است که در استان صنعا واقع شده‌است.